# ネクスト・アベンジャーズ: 未来のヒーローたち
『ネクスト・アベンジャーズ: 未来のヒーローたち』（Next Avengers: Heroes of Tomorrow）は、オリジナルビデオアニメーション映画（OVA）である。マーベルアニメーション製作によるマーベル・コミックを原作とした映画シリーズの5作目である。2008年9月2日にライオンズゲートよりDVDとBlu-rayが発売された。
日本では2012年8月8日にBlu-rayとDVDが発売された。また、『アルティメット・アベンジャーズ』など関連作品7本とセットになったBOXセットの『マーベル・アニメイテッド・ユニバース』も同日に発売された。

## あらすじ
アベンジャーズのヒーローたちはウルトロンとの戦いに敗れ、世界は機械軍に支配されてしまった。アイアンマン（トニー・スターク）は、キャプテン・アメリカの指示によりアベンジャーズの子供たち（ブラック・ウィドウとキャプテン・アメリカの息子のジェームズ・ロジャース、ジャイアントマンとワスプの息子のヘンリー・ピム・ジュニア、ブラック・パンサーとストームの息子のアザーリ、行方不明となったソーとシフの娘のトールン）を北極の隠れ家へと運んだ。
それから12年にわたってスタークは子供たちを育て上げた。ある日、ウルトロンから逃げていたスタークの友人のビジョンが訪れた。好奇心旺盛な子供たちはスタークとビジョンのあとをつけるが、その際、スタークが開発していたアイアン・アベンジャーズというかつての仲間たちに似せたアイアンマン風のロボットを誤作動させ、結果、ウルトロンに居場所がばれてしまう。

## キャスト
日本語吹き替えはDVD版 / ディズニーXD版の順に記載。
- トールン - ブリーナ・オブライエン（伊瀬茉莉也 / 日笠陽子）
- ヘンリー・ピム・ジュニア - エイダン・ドラモンド（志田有彩 / 東條加那子）
- ジェームズ・ロジャース - ノア・クロフォード（英語版）（代永翼 / 入野自由）
- アザーリ - デンプシー・パピオン（英語版）（浅利遼太 / 逢坂力）
- フランシス・バートン - エイドリアン・パトリュー（英語版）（宇宙 / 木島隆一）
- トニー・スターク/アイアンマン - トム・ケイン（相沢まさき / 有本欽隆）
- ウルトロン - トム・ケイン（- / 斧アツシ）
- ビジョン - ショーン・マクドナルド（- / 大川透）
- ブルース・バナー - ケン・クレイマー（英語版）（村治学 / 青森伸）
- ベティ・ロス - ニコール・オリヴァー（英語版）（石田嘉代 / 竹口安芸子）
- ハルク - フレッド・タタショア（武田幸史 / -）
- ソー - マイケル・アダムスウェイト（英語版）（川原慶久 / 松田健一郎）

## コミックでの登場
ネクスト・アベンジャーズは、マーベルの『ヒロイック・エイジ』のイベントの一環として、『アベンジャーズ』第1号でコミックに初登場している。この際、チームがイモータスと戦う姿が描かれた。

## 評価
アメリカ合衆国ではDVDは30万5672セットを売り上げた。